# Géographie d'Oman
Oman est un État du Moyen-Orient avoisinant la mer d'Arabie, le golfe d'Oman et le golfe Persique et situé entre le Yémen et les Émirats arabes unis.

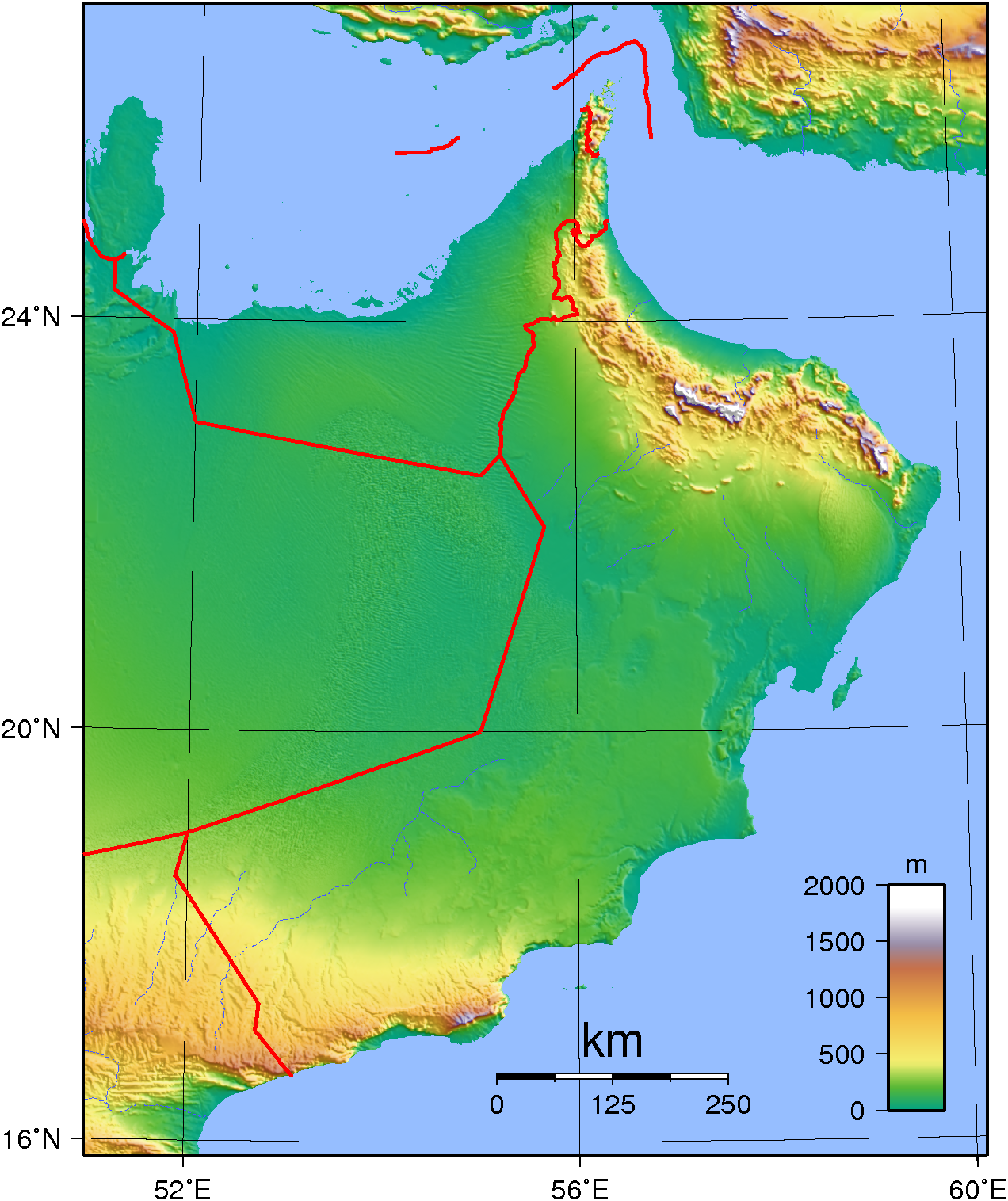
Topographie

Le pays est essentiellement constitué de plaines désertiques au centre et de montagnes sauvages au nord et au sud. Le climat est très sec et chaud dans l'intérieur des terres et humide le long des côtes (1 700 km de littoral).
Ses ressources naturelles sont essentiellement le pétrole, mais aussi le cuivre, l'amiante, le marbre, le calcaire, le chrome, le gypse et le gaz naturel. Oman est aussi un lieu stratégique sur la péninsule de Musandam située près du détroit d'Ormuz, lieu de transit vital pour le pétrole brut mondial.

## Cours d'eau et wadis
Ce sont notamment le Wadi Bani Awf, le Wadi Shab et le Wadi Tiwi.